# Stenodorus extenuatus
Stenodorus extenuatus är en insektsart som beskrevs av Hancock, J.L. 1906. Stenodorus extenuatus ingår i släktet Stenodorus och familjen torngräshoppor. Inga underarter finns listade i Catalogue of Life.